# Moreira do Castelo

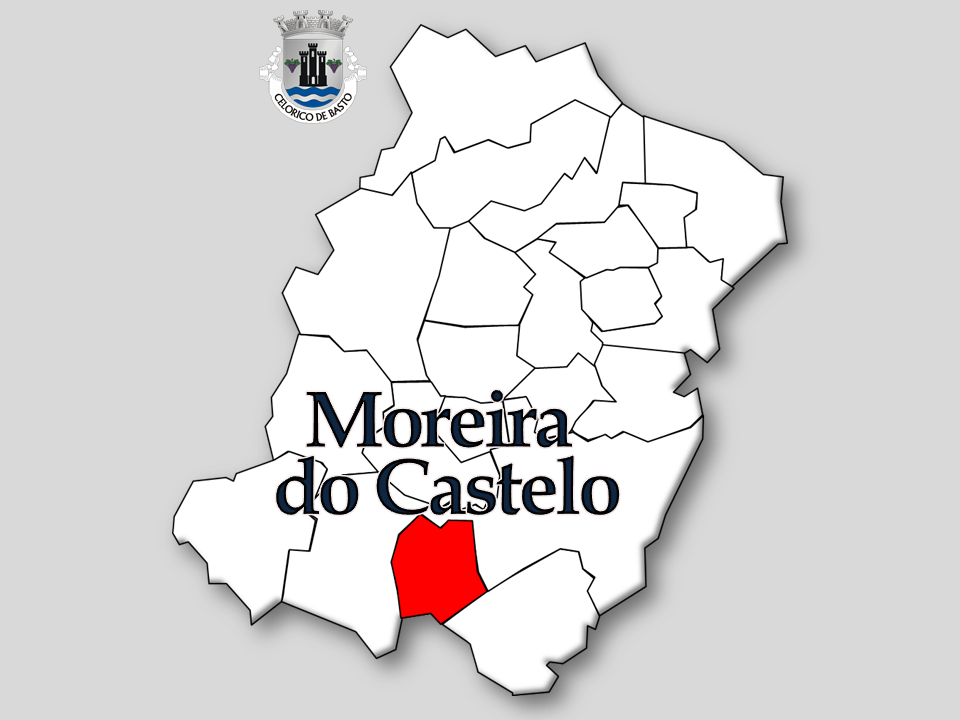
Localização da Freguesia de Moreira do Castelo no Município de Celorico de Basto

Moreira do Castelo é uma povoação portuguesa sede da Freguesia de Moreira do Castelo do Município de Celorico de Basto, freguesia com 6,14 km² de área e 584 habitantes (censo de 2021), tendo, por isso, uma densidade populacional de 95,1 hab./km²
É uma freguesia muito antiga, cujo nome deriva de uma árvore que outrora predominava na freguesia, a amoreira.[carece de fontes?] Tem como principais culturas o vinho, o azeite e o milho.
Antigamente denominada Freguesia de Santa Maria de Moreira, abriga a Casa da Torre que pertenceu a Pedro Pires Moreira, que adotou o nome da freguesia como apelido e é o mais antigo ancestral conhecido da Família Moreira.
Além da sede, os lugares da freguesia são: Capela, Carreira, Carvalhal, Combros, Devesa, Fontelos, Igreja, Leiria Maior, Outeirinho, Outeiro, Residência, Ribeirinha, Ribeiro, Rio Bom, Sequeiros, São João e Torre. 

## Demografia
A população registada nos censos foi:
| Distribuição da População por Grupos Etários | Distribuição da População por Grupos Etários | Distribuição da População por Grupos Etários | Distribuição da População por Grupos Etários | Distribuição da População por Grupos Etários |
| -------------------------------------------- | -------------------------------------------- | -------------------------------------------- | -------------------------------------------- | -------------------------------------------- |
| Ano                                          | 0-14 Anos                                    | 15-24 Anos                                   | 25-64 Anos                                   | > 65 Anos                                    |
| 2001                                         | 110                                          | 108                                          | 282                                          | 115                                          |
| 2011                                         | 110                                          | 74                                           | 324                                          | 119                                          |
| 2021                                         | 67                                           | 82                                           | 311                                          | 124                                          |

## Património
- Igreja Paroquial de Moreira do Castelo